# سنگ‌نگاره آسو
سنگ نگاره آسو مربوط به دوران پیش از تاریخ ایران باستان است و در شهرستان بیرجند، بخش مرکزی، روستای آسو واقع شده و این اثر در تاریخ ۲ آبان ۱۳۸۲ با شمارهٔ ثبت ۱۰۴۸۷ به‌عنوان یکی از آثار ملی ایران به ثبت رسیده است.